# اوا ریکوبونو
اِوا ریکوبونو (ایتالیایی: Eva Riccobono؛ زادهٔ ۷ فوریهٔ ۱۹۸۳) یک مانکن، هنرپیشه و مجری اهل ایتالیا است.
او مجری و گردانندهٔ مراسم افتتاحیه و اختتامیهٔ هفتادمین جشنواره فیلم ونیز بود.